# Kamienica Alko w Rzeszowie
Kamienica „Alko” w Rzeszowie - to kamienica, znajdująca się w ciągu zabudowy północnej pierzei rzeszowskiego Rynku. Kamienica ta to okazały budynek, którego budowa rozpoczęła się w wieku XVII. Początkowo plan obejmował budowę parterowego budynku z rozległymi dwukondygnacyjnymi piwnicami. Pierwszej nadbudowy dokonano w początku XIX wieku, kolejnej przebudowy w roku 1897. Obecnie „Alko” posiada typową, klasycystyczną architekturę z biało-różową, prostą elewacją. Sąsiaduje ona ze stosunkowo młodymi kamienicami hotelu, wybudowanymi w latach 90. oraz najokazalszą kamienicą w rynku, w której mieści się obecnie oddział rzeszowskiego PTTK. W samym budynku mieści się schronisko PTSM - „Alko”.
Swoją nazwę kamienica zawdzięcza przedwojennemu napisowi widocznemu nad parterem. Mieściła się tu bowiem wytwórnia alkoholi wysokojakościowych (głównie likierów, rosolisów, rumu i koniaków), której właścicielem był Lischutz Hirsch.